# 二街镇
二街镇，是中华人民共和国云南省昆明市晋宁区下辖的一个镇。

## 行政区划
二街镇下辖以下地区：
肖家营村、朱家营村、锁溪渡村、老高村、鲁黑村、甸头村、三家村、栗庙村和响水村。